# Казімеж Жечицький
Казімеж Жечицький (пол. Kazimierz Rzeczycki; 4 листопада 1875, Іванівка — 5 грудня 1909) — архітектор.

## Біографія
Народився 4 листопада 1875 року в Іванівці Тернопільського району. Закінчив реальну школу у Львові. У 1892—1894 роках навчався у Віденській політехніці, а протягом 1896—1897 закінчив архітектурний факультет Львівської політехніки. У 1897—1900 роках з метою поглиблення знань подорожував Німеччиною, Італією і Францією. Повернувшись до Львова працював асистентом у будівельному і мистецькому відділах Промислової школи. Член журі конкурсу на проєкт перебудови садиби Скібневських у селі Голозубинці (1904), церкви в Соколівці Буського району (1904).
Роботи
- Вілла на вулиці Коновальця, 106 у Львові (1906).[6]
- Житлові будинки на вулиці Стрийській, 10 і 12 (1907).[3]
- Житловий будинок на вулиці Вакарчука, 12.[7]
- Житловий будинок на вулиці Вітовського, 12.[2]
- Житловий будинок на вулиці Кирила і Мефодія, 26.[2]
- Сецесійна вілла на вулиці Кирила і Мефодія, 27 (1909).[8]
- Проєкт і керівництво спорудженням церкви у Скнилові Золочівського району.
- Церква Собору Пресвятої Богородиці в селі Ременів (1908)[9]
- Мурована церква Преображення Господнього в Поториці. Споруджена 1909 року. Пошкоджена під час Другої світової війни, зруйнована 1964 року.[10]
- Дім і господарські будівлі маєтку Станіслава Звольського в Бринцях-Загірних. Там же також костел.[2]
- Церква в селі Устя Стрийського району.[2]
- Участь у проєктуванні головного залізничного вокзалу у Львові.[11]

## Світлини

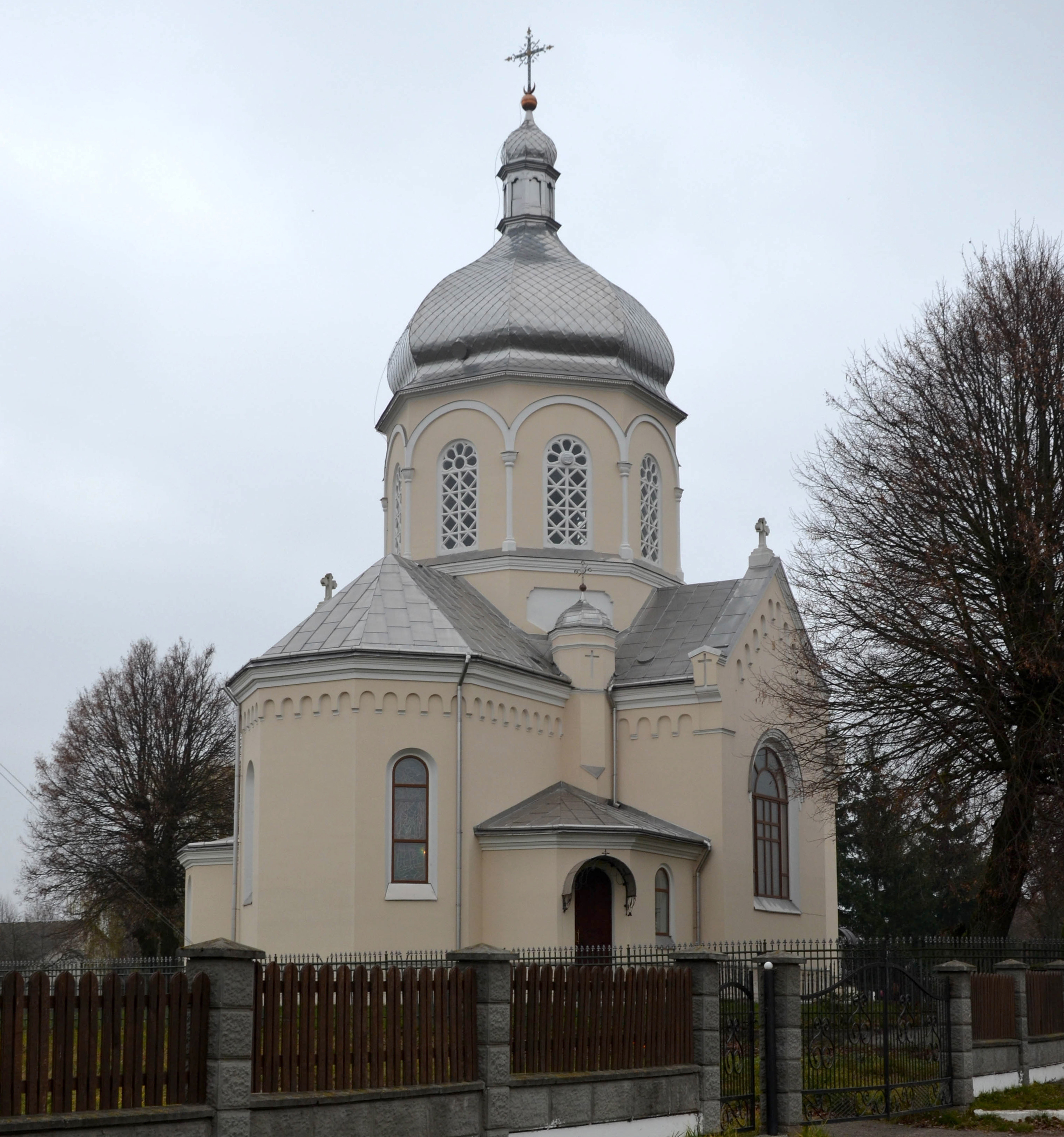
Церква в селі Устя
Церква в Поториці
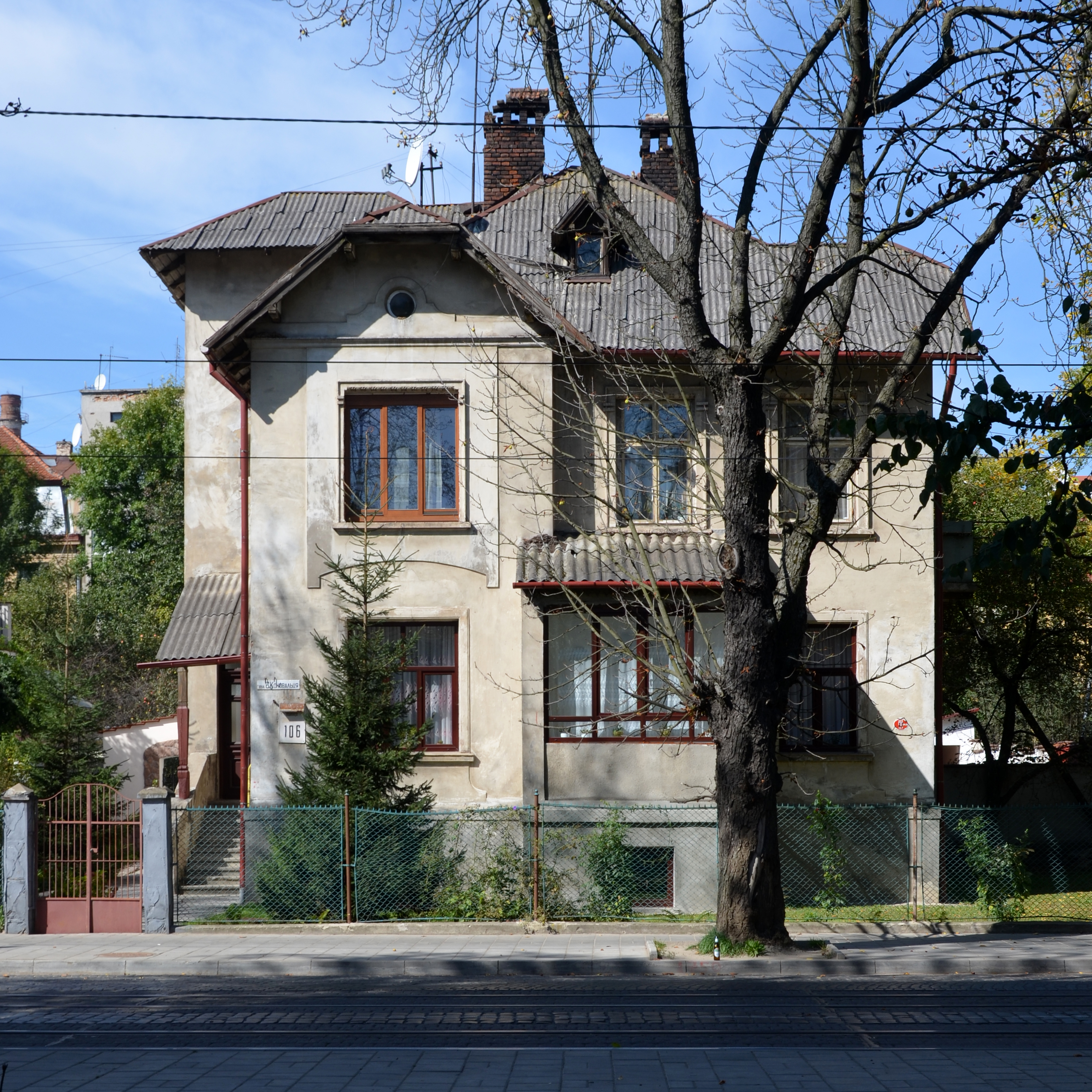
Вілла на вулиці Коновальця, 106 у Львові